# Clelio Pasquali
Clelio Pasquali (Pavia, 1921 – Pavia, 1999) è stato un pittore italiano.

## Biografia
Allievo dapprima di Giorgio Kienerk e Oscar Sorgato e poi di Cesare Secchi, apprende dai primi le tecniche di nudo dal vero, che gli valgono un premio vinto nel 1933-1934 alla Civica scuola di pittura, e dal terzo l'uso della pittura a fresco, a secco, dell'encausto e della scagliola nella decorazione murale, che usa per decorare la Cappella dei Ricovero di Sale di Alessandria.
Ventiseienne, viene incaricato di restaurare il Collegio Ghislieri di Pavia, ma successivamente prende la carriera dell'insegnamento a Pavia. Alla sua maturità artistica si deve una reinterpretazione del postimpressionismo, con la ricerca di accostamenti di colore.
A lui si deve la fondazione, con Baldiraghi, Borlandi, Lucilio Fiocchi, Reali, Sollazzi e Zanotti, della Libera Associazione dei Pittori Pavesi.